# San Francisco de Yare (paroisse civile)
Pour les articles homonymes, voir San Francisco de Yare et San Francisco (homonymie).
San Francisco de Yare est l'une des deux paroisses civiles de la municipalité de Simón Bolívar dans l'État de Miranda au Venezuela. Sa capitale est San Francisco de Yare, chef-lieu de la municipalité. En 2011, sa population s'élève à 34 686 habitants.

## Géographie

### Démographie
Hormis sa capitale San Francisco de Yare, la paroisse civile possède plusieurs localités :
- La Aguada del Medio
- La Aguadita
- Piñango
- Quebrada de Miguel
- Quebrada Seca
- Salamanca
- San Antonio de Yare (partie sud)
- San Francisco de Yare
- Tocorón
- Zancudal